# Grigory Leps
Grigory Viktorovich Lepsveridze (russo: Григо́рий Ви́кторович Лепсверидзе, georgiano: გრიგორი ვიქტორის ძე ლეფ სვერიძე), conhecido como Grigory Leps; nascido em 16 de julho de 1962) é um cantor e compositor russo de origem georgiana. Seu estilo musical mudou gradualmente do chanson russo em seus primeiros anos para o soft rock recentemente. Ele é conhecido por sua voz baixa e forte de barítono. Em 2022, foi condecorado Artista do Povo da Rússia. Grigory Leps teve a maior renda de todos os cantores na Rússia em 2013 com US$ 15 milhões, 2014 com US$ 12 milhões e 2015 com US$ 12,2 milhões.

## Biografia
Grigory Leps nasceu Grigory Lepsveridze na cidade de Sochi, SFSR russa, União Soviética, em uma família etnicamente georgiana. Ele terminou a escola de música na classe de instrumento de percussão. Depois do exército, ele começou a tocar e cantar em algumas bandas de rock e trabalhou como cantor em restaurantes.
Ele sofria de alcoolismo e dependência de drogas e, para se afastar dessa vida, foi para Moscou. Lá, ele começou a cantar em restaurantes, até receber um contrato com uma gravadora e, em 1995, lançou o álbum May God Keep You (Khrani vas Bog). A música Natali se tornou um sucesso, mas ele não sabia disso porque estava hospitalizado por drogas e alcoolismo. Os médicos disseram a ele que mais uma gota de qualquer uma das drogas poderia matá-lo. Em 1997, ele lançou seu segundo álbum, A Whole Life (Tselaya zhizn), que teve alguns sucessos, incluindo Chizhik, Gololed, A whole life.
Em 2000, ele lançou o álbum Thank You People, com os sucessos Shelest e Nu i chto. Naquele álbum foi vista a mudança no estilo de Leps, com ele deixando completamente o chanson e migrando para o rock. Em 2002, ele lançou o álbum On Strings of Rain (Na strunakh dozhdya), com o sucesso Rumka vodki na stole.
Em 2004, ele lançou um álbum cover de músicas escritas por Vladimir Vysotsky em versões rock, Parus. A música "Parus" teve um videoclipe e o álbum ficou em primeiro lugar nas paradas de vendas. A segunda parte do álbum, Vtoroy, foi lançada em 2007 com seu concerto de apresentação realizado no salão do Kremlin. Em 2005, ele lançou um álbum de compilação chamado Izbranoye... 10 let.
Em 2006, ele lançou dois álbuns, ambos alcançando grande sucesso. Labirint, com os sucessos Labirint e Vyuga, e o álbum V tsentre zemli, com o sucesso Zamerzayet Solntse. O concerto de estreia do álbum V tsentre zemli aconteceu no Estádio Luzhniki. Em 2007, ele lançou duas compilações. I'm Alive (Ya zhivoy, videoclipes) e All My Life – a Road (Vsya moya zhizn – doroga, melhores músicas). Em 2009, sobre a apresentação do álbum, Waterfall.
Em 18 de março de 2022, Leps cantou no comício de Vladimir Putin em Moscou celebrando a anexação da Crimeia pela Federação Russa da Ucrânia e justificando a invasão russa na Ucrânia em 2022. A Administração Presidencial da Rússia o colocou na lista de cantores recomendados para serem convidados para eventos patrocinados pelo Estado.
Em 22 de fevereiro de 2023, Leps cantou no comício de Vladimir Putin em Moscou em 2023.
Em junho de 2023, o show de Leps na região de Almaty, no Cazaquistão, foi cancelado após pressão do público e ativistas cazaques sobre seu apoio à invasão russa da Ucrânia. Em 2023, o Cazaquistão e o Uzbequistão cancelaram um festival de música onde cantores russos pró-Kremlin, incluindo Leps, estavam programados para se apresentar.

## Discografia
Álbuns
- 1995 – Natalie
- 1997 – Tselaya zhizn'
- 2000 – Spasibo, lyudi...
- 2002 – Na strunakh dozhdya...
- 2004 – Parus
- 2006 – Labirint
- 2006 – V tsentre Zemli
- 2007 – Vtoroy
- 2009 – Vodopad
- 2011 – Pensne
- 2011 – Berega chistogo bratstva junto com Alexander Rosenbaum
- 2012 – Polnyy vpered!
- 2014 – Gangster No.1
- 2017 – TyChegoTakoySer'yeznyy
- 2021 – Podmena ponyatiy
- 2023 – Zavtra